# Крип'якевич-Лукомська Лукія Львівна
Лукія Львівна Крип'якевич-Лукомська (2 січня 1928, Бережани — 16 квітня 2020) — українська архітекторка. Лауреатка премії Ради Міністрів СРСР.

## Життєпис
Лукія Крип'якевич народилася 2 січня 1928 року в місті Бережани Тернопільського повіту в родині викладача Лева Крип'якевича та Олени Крип'якевич (Березинська). Її дід — священник УКГЦ Петро Франц Крип'якевич, дядько — історик Іван Крип'якевич. Мала молодшого брата Нестора, що загинув 1942 року під час Другої світової війни.
1934 року розпочала навчання в українській мішаній семикласній приватній «Рідній школі» ім. Митрополита Андрея Шептицького. 1939 року мала перейти до шостого класу, але знову пішла в п'ятий, бо вважали, що програма радянської школи краща, ніж польської. Після закінчення 10-го класу, 1945 року вступила на архітектурну спеціальність до Львівської політехніки, яку закінчила в 1950 році.
На останньому курсі інституту вийшла заміж за одногрупника Володимира Лукомського. Їх направили на роботу до станіславівського «Облсільпроекту», який 1963 року став філією київського «Діпроміста». За свою 40-річну кар'єру стала авторкою та співавторкою понад тридцяти об'єктів у Івано-Франківську та області.
Померла 16 квітня 2020 року у віці 92 років в Івано-Франківську, похована в одній могилі з чоловіком на цвинтарі на вулиці Київській.

## Родина
В родині Володимира та Лукії Лукомських народилося двоє синів:
- Олег (1952) — архітектор. 1978 року закінчив архітектурний факультет Львівської політехніки. За його проєктом споруджено: адмінкорпус для Карпатського біосферного заповідника в Рахові, церкви УКГЦ (в Конюшках, Іваниківці, Озерянах, Відпочинковий комплекс у Сочі, селище ЛОО (Росія), собор у Петропавловську-Камчатському[ru] (переможець всеросійського конкурсу 2000 року)[8].
- Юрій (1961) — архітектор і археолог. Кандидат архітектурних наук (2005). Учасник розкопів давнього Галича, Десятинної церкви в Києві, а також у місті Холм (Польща)[9].

## Доробок
Була авторкою або співавторкою таких об'єктів:
У місті Івано-Франківську
- 1970 — Будинок художника на розі вулиць Незалежності та Івана Франка (у співавторстві),
- 1972 — Прибудова лікарні ОЛК (тепер дитяча лікарня) на вулиці Чорновола,
- 1974 — Будинок побуту на вулиці Галицькій (у співавторстві),
- 1975 — Готель «Надія» з використанням повторного проєкту,
- 1980 — Прибудова лікарні № 2 на вулиці Івана Франка,
- 1980 — Комплекс житлових будинків з магазином на вулицях Євгена Коновальця — Степана Бандери (у співавторстві),
- 1986 — Комплекс обласної дитячої лікарні на вулиці Чорновола (друга премія за найкращий об'єкт, збудований 1986 року).

В Івано-Франківській області
- 1969—1975 — Будинок лісництва для гірських умов Карпат (побудований в м. Надвірній, с. Яблунові, м. Коломиї),
- 1982 — Турбаза в смт Верховині (проєкт 1969 року),
- 1986 — Санаторій-профілакторій «Джерело Прикарпаття» біля смт Вигоди (премія Ради Міністрів СРСР 1988 року[6]),
- 1987 — Вузол зв'язку — пошти в м. Яремчому,
- 1987 — Середня школа в мікрорайоні Дора, м. Яремче.